# Ledebouria hypoxidioides
Ledebouria hypoxidioides là một loài thực vật có hoa trong họ Măng tây. Loài này được (Schönland) Jessop mô tả khoa học đầu tiên năm 1970.